# Жан-Філіп Ґарран де Кулон
Жан-Філіп Ґарран де Кулон (Jean Philippe Garran de Coulon; 19 квітня 1748, Сен-Максан — 19 грудня 1816, Париж) — французький юрист і політичний діяч.
Член першої, а потім другої комуни Парижа. Був одним з організаторів повстання 14 липня. Очолив комітет з розслідувань, тобто поліції. Як прокурор комуни, засудив до страти Тома де Маї, маркіза де Фавра у грудні 1789 року.
Згодом був набагато поміркованішим, не голосував за смерть короля.

Був членом Законодавчих зборів. Просував законопроєкт про скасування рабства у французьких колоніях.
Увійшов до Ради п'ятисот — нижньої палати французьких законодавчих зборів протягом 1795—1799 років.
Приєднавшись до Державного перевороту 18-го брюмера VIII року (9 листопада 1799), вступає до сенату від консерваторів і стає графом імперії та великим офіцером ордена Почесного легіону.